# Zona Tortona

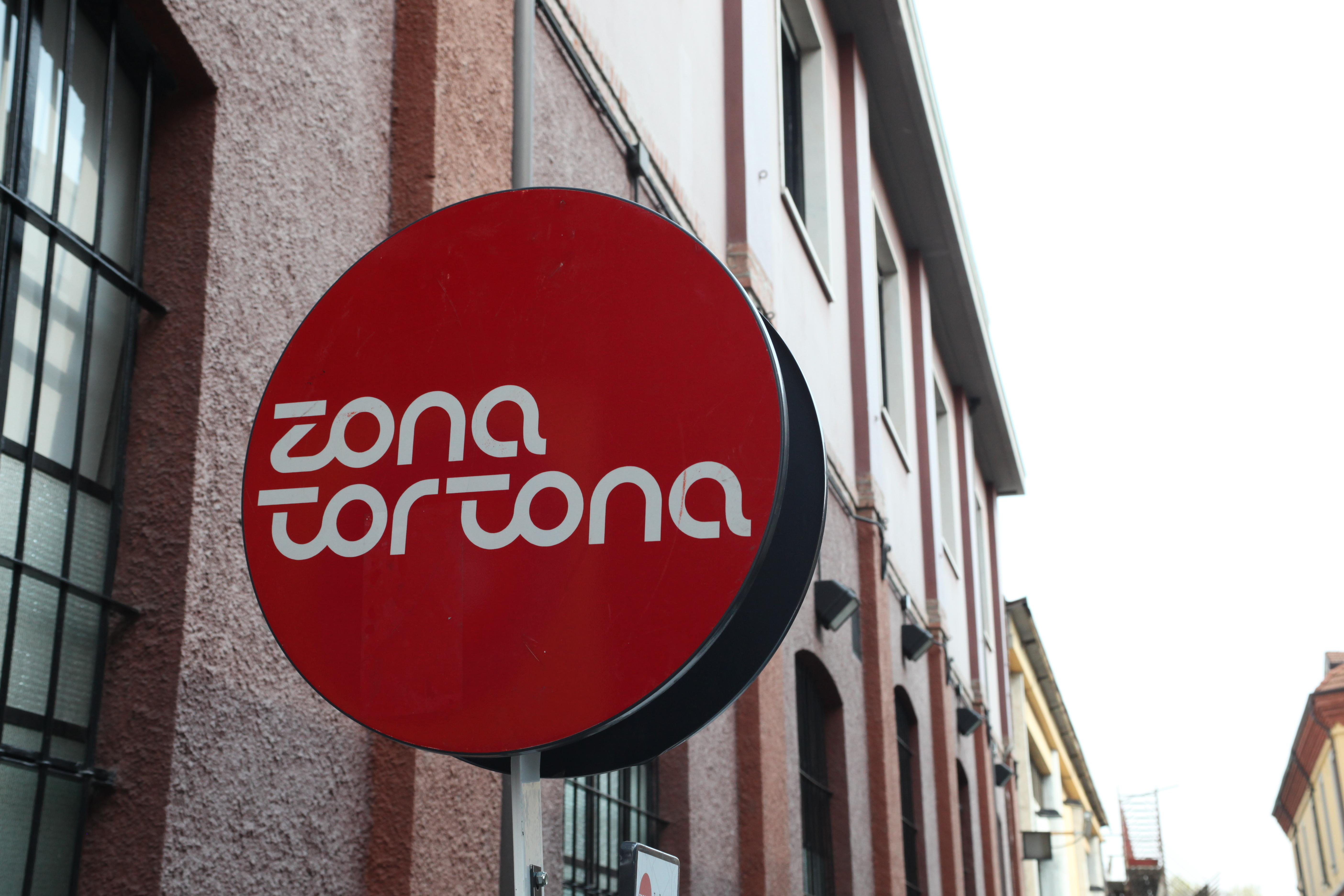
Segnaletica della Zona Tortona

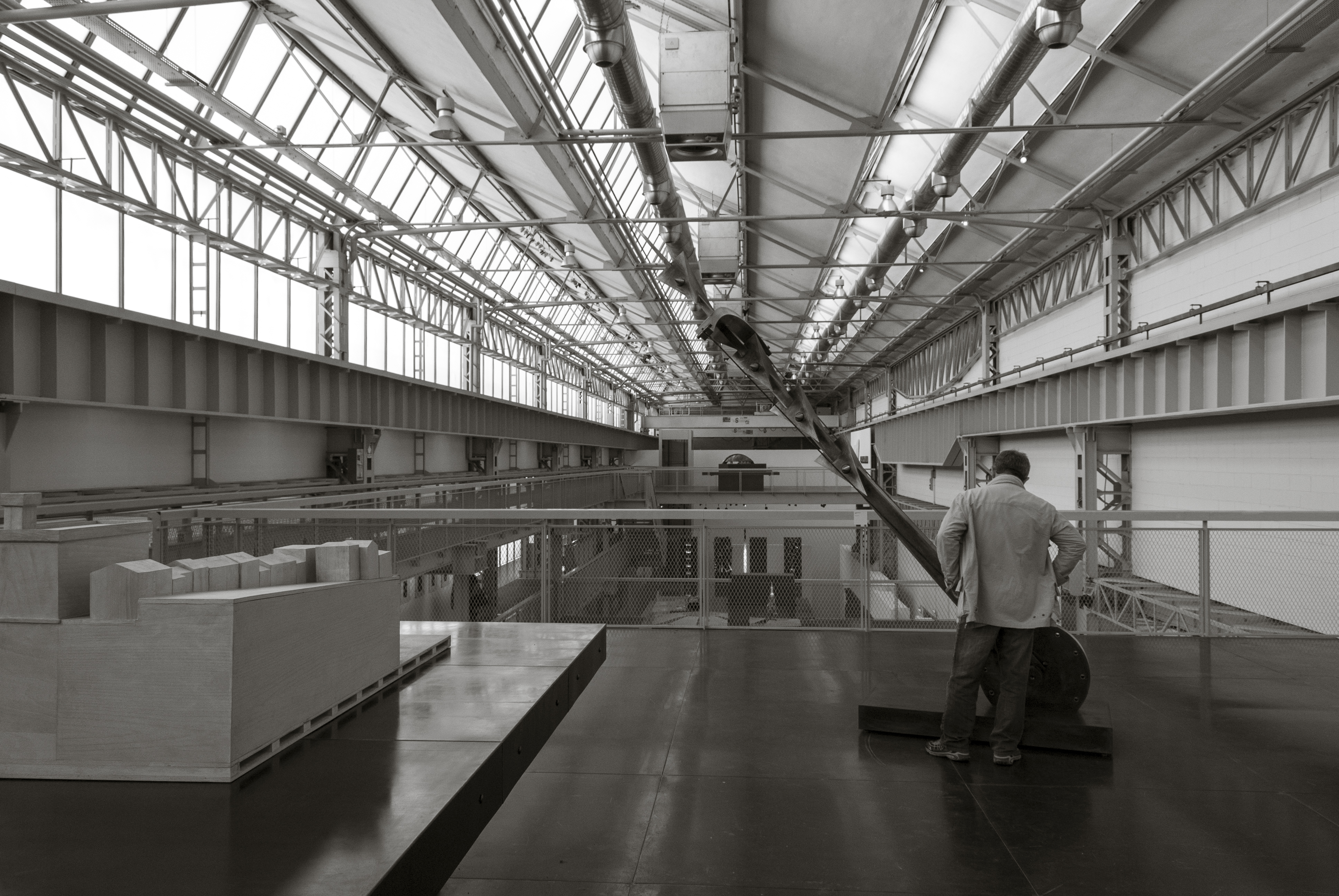
La fondazione Pomodoro, una delle istituzioni della zona

Zona Tortona è un quartiere  che fa parte delle ex zone industriali di Milano. Appartiene al Municipio  6 e al NIL n. 50 "Porta Genova". 

## Descrizione
Sita alle spalle della stazione ferroviaria Porta Genova, la Zona Tortona è formata tra le vie Savona, Tortona e Stendhal.
Nei primi anni 2000, Zona Tortona è diventata polo della moda e del design: molti progetti del quartiere sono nati da operazioni di recupero di archeologia industriale. Durante il Salone Internazionale del Mobile, Tortona Design Week è il punto di riferimento del Fuorisalone.
Oltre la presenza di atelier di fotografia, design e moda, centri di ricerca, laboratori artistici, sale mostra, il quartiere accoglie spazi legati alla cultura come Il museo delle culture Mudec, la Fondazione Pomodoro e Armani Silos La zona è anche animata da una serie di locali di tendenza (birrerie, ristoranti), cinema cult e librerie alternative.